# Clan Matsumae

Emblème (mon) du clan Matsumae.

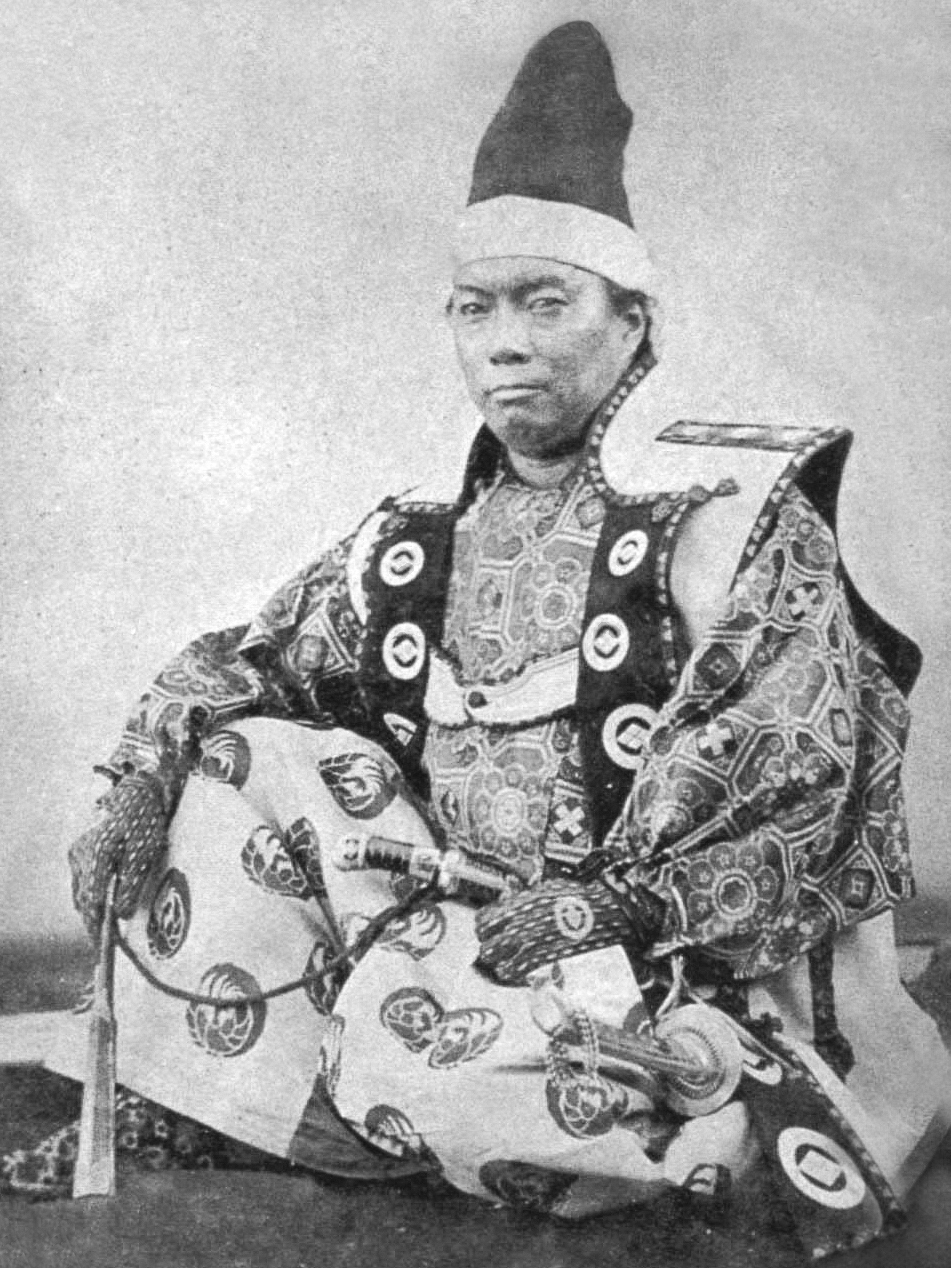
Matsumae Takahiro, seigneur du clan à la fin de l'époque d'Edo.

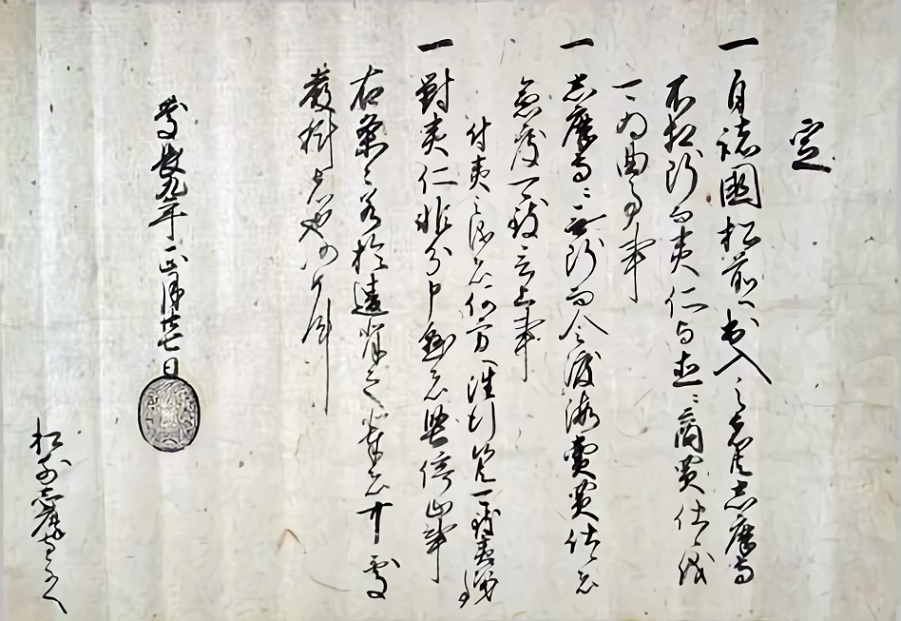
Lettre de sceau noir de 1604 du shogun Tokugawa Ieyasu à Matsumae Yoshihiro, premier daimyō du domaine de Matsumae, accordant au domaine l'exclusivité en tant qu'intermédiaire dans le commerce avec les habitants d'Ezo (musée d'Hokkaido)

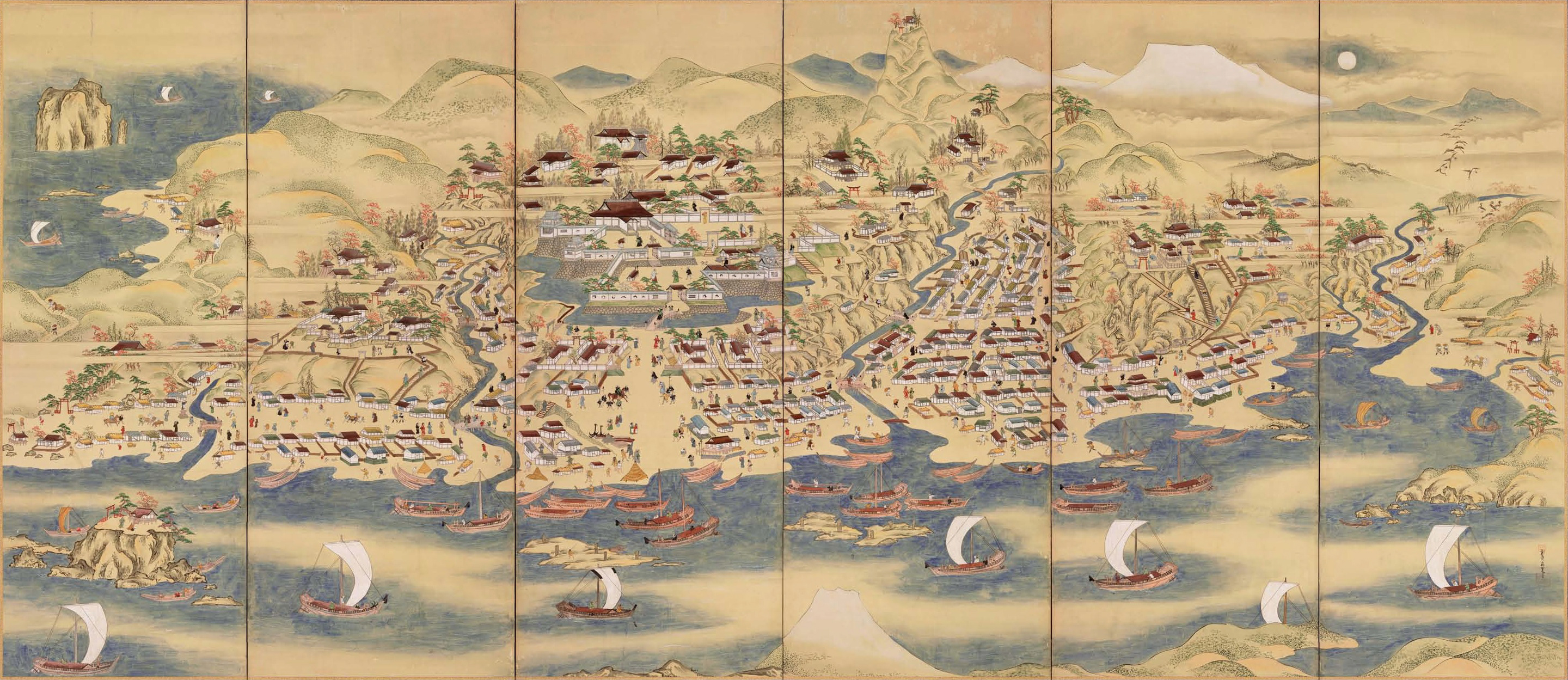
Le paravent Matsumae dépeint en détail la ville fortifiée animée par le commerce vers 1754-1764.

Le clan Matsumae (松前氏, Matsumae-shi) est un clan japonais qui tient le fief de Matsumae dans l'île d'Hokkaidō au Japon. C'est Hideyoshi Toyotomi qui, en 1590, charge le clan d'en assurer la défense face aux Aïnous du nord de l'île.
Le clan Matsumae qui porte avant cet épisode le nom de « Kakizaki », est installé dans la péninsule de Shimokita et prétend descendre de la branche du clan Takeda installée dans la province de Wakasa. Le clan assure la défense du fief avec succès, ce qui lui vaut d'être dispensé de payer un impôt en riz au shogun ainsi que d'être exempté du sankin kōtai, système qui oblige les daimyos à habiter la moitié de l'année à Edo (Tokyo).
De par la localisation géographique de ses terres, le clan Matsumae est le premier à négocier de manière semi-officielle avec les Russes. En 1778, un marchand russe de Yakutsk, du nom de Pavel Lebedev-Lastotchkine, débarque à Hokkaidō. Il offre des présents et demande courtoisement l'ouverture de relations commerciales. Cependant, le chef du clan Matsumae explique qu'il ne dispose pas de l'accord du shogunat. Les Russes reviennent ensuite avec les mêmes intentions. Il leur est cette fois interdit de revenir sur l'île, le commerce avec les étrangers n'étant autorisé que dans la ville de Nagasaki sur l'île de Kyūshū.
Les relations entre le clan Matsumae et les Aïnous sont conflictuelles à certains moments, démontrant que le pouvoir du clan n'est pas absolu dans la région. Une rébellion, connue sous le nom de « rébellion de Shakushain » se déroule de 1669 à 1672. La dernière des révoltes aïnous a lieu en 1789.